# Calumma lefona
Espèce
Calumma lefona est une espèce de sauriens de la famille des Chamaeleonidae.

## Systématique
L'espèce Calumma lefona a été décrite en 2018 par David Prötzel (d), Miguel Vences, Oliver Hawlitschek (d), Mark David Scherz (d), Fanomezana M. Ratsoavina (d) et Frank Glaw.

## Description
Calumma lefona est caméléon d’une cinquantaine de centimètres qui se distingue des autres caméléons du genre Calumma par un appendice rostral long et pointu, des lobes occipitaux ouverts et complètement séparés, une crête rostrale nettement élevée, une crête dorsale et caudale, l’absence de fosses axillaires et une boîte crânienne distincte.

## Répartition
| Localisation de Madagascar dans le Monde |

| Localisation de Madagascar dans le Monde |

L’espèce est endémique de Madagascar, et se rencontre dans la région de Mahajanga.

## Étymologie
Son épithète spécifique, du malgache lefona signifiant « lance », lui a été donné en référence à son long et effilé appendice nasal ce qui le différencie des autres espèces du groupe Calumma nasutum (à l'exception toutefois de Calumma gallus).

## Publication originale
- (en) David Prötzel, Miguel Vences, Oliver Hawlitschek, Mark D. Scherz, Fanomezana M. Ratsoavina et Frank Glaw, « Endangered beauties: micro-CT cranial osteology, molecular genetics and external morphology reveal three new species of chameleons in the Calumma boettgeri complex (Squamata: Chamaeleonidae) », Zoological Journal of the Linnean Society, Linnean Society of London et OUP, vol. 184, no 2,‎ 9 avril 2018, p. 471-498 (ISSN 1096-3642 et 0024-4082, OCLC 01799617, DOI 10.1093/ZOOLINNEAN/ZLX112, lire en ligne).